# Aéroport de Lashio
L'aéroport de Lashio (IATA : LSH, OACI : VYLS) est un aéroport situé à Lashio, au Myanmar. Il est situé près de l'ancien quartier général du commandement militaire du Nord-Est.

## Histoire
Le 23 mai 1969, le Douglas DC-3 XY-ACR de myanmar national airlines s'est écrasé à l'approche de l'aéroport de Lashio, tuant les six personnes à bord. L'avion effectuait un vol intérieur non régulier de transport de passagers.
Le 30 juillet 2024, l'aéroport a été capturé par l'Armée de l'Alliance nationale démocratique du Myanmar.